# 김은혜 (모델)
김은혜(1987년 4월 14일 ~ )는 대한민국의 모델 겸 배우로, UV의 매니저를 맡은 경력이 있다.

## 학력
- 서일대학교

## 방송
- MBC 베스트극장 (2005)
- UV 신드롬 (2010)
- 너라면 좋겠어 (2010)

## 경력
- 잡지 쎄씨, 키키 모델

## 수상
- 제10회 미스 빙그레 선발대회 대상 (2004)